# Boel Marie Larsson
Boel Marie Elisabet Larsson, tidigare även kallad Boel Larsson, född 12 april 1956 i Vallby socken, Skåne, är en svensk skådespelare, regissör och dramatiker.

## Filmografi
- 1992 – Den goda viljan
- 1996 – Den vita lejoninnan
- 2000 – Labyrinten (TV-serie)
- 2001 – Fru Marianne
- 2005 – Wallander – Byfånen
- 2006 – Wallander – Den svaga punkten
- 2013 – Wallander – Fotografen
- 2008 – Maria Larssons eviga ögonblick
- 2008 – Wallander – Firewall
- 2008 – Wallander – Sidetracked
- 2010 – Svinalängorna
- 2013 – Wallander – Saknaden
- 2013-2015 Halvvägs till himlen (TV-serie).
- 2014 – Jag är polisen
- 2014 – The Troubled man. Engelska Wallander
- 2016 – Halvvägs till himlen (TV-serie)
- 2021 – Snälla kriminella

## Teaterroller i urval
| År   | Roll                    | Produktion                                        | Regi                  | Teater                             |
| ---- | ----------------------- | ------------------------------------------------- | --------------------- | ---------------------------------- |
| 1986 | Rönnbärsträdet          | Historien om ett träd Ingegerd Monthan            | Björn Samuelsson      | Teater 23                          |
| 1987 | Malvolio                | Trettondagsafiton William Shakespeare             | Andy Harmon           | Wasa Teater                        |
| 1988 | Fraulein Kost           | Cabaret John Kander & Fred Ebb                    | Richard Looft         | Wasa Teater                        |
| 1989 | Markisinnan de Merteuil | Farliga förbindelser Christopher Hampton          | Andy Harmon           | Wasa Teater                        |
| 1989 | Martine                 | Läkare mot sin vilja Molière                      | Erik Kiviniemi        | Wasa Teater                        |
| 1990 | Misan                   | Troll I kulissen Tove Jansson                     | Veija Luukkonen       | Regionteatern Blekinge & Kronoberg |
| 1993 | William Shakespeare     | Skallgång på stora Glimminge Boel Marie Larsson   | Ritva Kallionpää      | Thales Teater                      |
| 1994 | Dockspelare             | Lille-Kort Norsk eventyr                          | Marit Omland Pedersen | Figurteatret i Nordland            |
| 1996 | Teresia i Hultet        | Marknadsafton Vilhelm Moberg                      | Johan Westermark      | Thales Teater                      |
| 1999 | Vergilius mfl           | La Comedia Alighieri/Harmon/Larsson               | Andy Harmon           | Thales Teater                      |
| 2002 | Greta                   | Tiden är vårt hem Lars Norén                      | Henric Holmberg       | Skillinge Teater                   |
| 2009 | Beowulf mfl             | Beowulf Trad.                                     | Matilda Pyk           | Thales Teater                      |
| 2012 | Berättaren              | Edward Tulanes fantastiska resa Kate DiCamillo    | Mariana Araoz         | Thales Teater                      |
| 2014 | Ståuppare               | Stand up History Boel Marie Larsson               | Mariana Araoz         | Thales Teater                      |
| 2017 | Lettice Douffet         | Lettice and Lovage Peter Shaffer                  | Robin Gott            | Playmate Theatre                   |
| 2018 | Sancho Panza            | Don Quixote 2.018 Miguel Cervantes Holm/Johansson | Nils Peder Holm       | Skillinge Teater                   |
| 2021 | Polonius & Dödgrävaren  | Hamlet William Shakespeare                        | Karin Mex-Johansson   | Skillinge Teater                   |
| 2022 | Healer number one       | Lady Macbeth Shakespeare/Araoz                    | Mariana Araoz         | Skillinge Teater                   |